# Laagfrequent geluid
Laagfrequent geluid (LF geluid of LFg; Engels: low-frequency sound) is geluid in het voor mensen laagst hoorbare frequentiegebied. Ligt de frequentie nog lager dan spreekt men van infrageluid. De geluiden met frequenties boven de waarneembare grens heten ultrasoon geluid.

## Definitie
Laagfrequent geluid bevindt zich in het grensgebied tussen normaal hoorbaar en onhoorbaar geluid in de laagste frequenties. Omdat de waarnemingsgrens van persoon tot persoon verschilt, is de definitie van laagfrequent geluid enigszins arbitrair, ook omdat laagfrequent geluid deels wordt gevoeld in plaats van gehoord. Wetenschappers hanteren voor LFg vaak als bovengrens een frequentie van ongeveer 125 hertz. Het onhoorbare gebied ligt tussen 0 en circa 20 hertz en wordt aangeduid met de term infrasoon geluid.

## Voortplanting en waarneming
Laagfrequent geluid plant zich zeer goed voort door de lucht. Het wordt door de atmosfeer veel minder geabsorbeerd dan hogere frequenties en het wordt ook via de bodem goed doorgegeven. Ook ramen en muren van woningen houden het laagfrequent geluid veel minder goed tegen dan de hogere frequenties. Dat betekent dat laagfrequent geluid op zeer grote afstand van de geluidsbron waargenomen kan worden. En dat betekent ook dat de bron van het waargenomen geluid soms uitermate moeilijk gevonden kan worden.
Naar schatting kan slechts zo’n 2,5% van de bevolking laagfrequent geluid waarnemen. Wat voor deze personen laagfrequent geluid is, is voor de meeste mensen onhoorbaar geluid, dus infrasoon geluid. Bepaalde diersoorten kunnen gemakkelijk laagfrequent geluid horen.
LFg wordt voornamelijk rechtstreeks in het lichaam, buiten de gehoororganen om, waargenomen. Het kan daarom niet worden tegengehouden door oordopjes. Het menselijk gehoor is dan ook niet in staat om van lage tonen te horen uit welke richting en van welke afstand ze komen.
Laagfrequent geluid kan doorgaans pas waargenomen worden als het geluidsniveau ervan zeer hoog is, vanaf circa 100 dB lineair (dat wil zeggen: zonder de vaak gebruikte A-weging zoals in de dB(A)). De individuele verschillen tussen personen zijn hier echter zeer groot, zodat de ene persoon het geluid in het geheel niet hoort, en een ander het als bijzonder hinderlijk ervaart. Tevens maakt dat het constateren van laagfrequent geluid buitengewoon moeilijk. Veel geluidsmeetinstrumenten kunnen geen geluidsbelastingen meten onder circa 40 Hz. Dat is ook nodig voor een microfoon, omdat anders de meting overstuurd zou worden door langzame drukvariaties in de lucht, bijvoorbeeld door wind. De meeste microfoons hebben een speciale drukvereffening hiervoor.
Het aantal meldingen en klachten over het horen van laagfrequent geluid is toegenomen tussen 2008 en 2016.